# Renewi Tour 2024
Renewi Tour 2024 var den 19:e upplagan av etapploppet Renewi Tour som hölls i både Belgien och Nederländerna. Cykelloppets fem etapper kördes mellan den 28 augusti och 1 september 2024 med start i Riemst och målgång i Geraardsbergen. Loppet var en del av UCI World Tour 2024 och vanns av belgiske Tim Wellens från cykelstallet UAE Team Emirates.

## Deltagande lag
| WorldTeams (18)- Decathlon-AG2R La Mondiale - Intermarché-Wanty - UAE Team Emirates - Alpecin-Deceuninck - Arkéa-B&B Hotels - Astana Qazaqstan Team - Bahrain Victorious - Red Bull-Bora-Hansgrohe - Cofidis - Movistar Team - EF Education-EasyPost - Groupama-FDJ - Lidl-Trek - Soudal Quick-Step - Team dsm-firmenich PostNL - Team Jayco AlUla - Ineos Grenadiers - Team Visma \| Lease a Bike ProTeams (5)- Lotto Dstny - Bingoal WB - TDT-Unibet - Team Flanders-Baloise - Tudor Pro Cycling Team |
| |

## Etapper
| Etapp | Datum  | Start – mål                                                     | type        | Distans (km) | Höjdskillnad (m) | Etappvinnare     | Totalledare    |
| ----- | ------ | --------------------------------------------------------------- | ----------- | ------------ | ---------------- | ---------------- | -------------- |
| 1     | 28 aug | Riemst – Bilzen                                                 |             | 163          | 1 648 m          | Jonathan Milan   | Jonathan Milan |
| 2     | 29 aug | Tessenderlo (kommun i Belgien) – Tessenderlo (kommun i Belgien) | Tempoetapp  | 15           | 112 m            | Alec Segaert     | Alec Segaert   |
| 3     | 30 aug | Blankenberge – Ardooie                                          | Flack etapp | 185          | 690 m            | Jonathan Milan   | Alec Segaert   |
| 4     | 31 aug | Oostburg – Aalter                                               | Flack etapp | 178          | 661 m            | Jasper Philipsen | Alec Segaert   |
| 5     | 1 sep  | Menen – Geraardsbergen                                          |             | 203          | 2 124 m          | Arnaud De Lie    | Tim Wellens    |

### 1:a etappen
| Riemst - Bilzen |  | (163 km) |

| \| Placeringar i etappen \| Placeringar i etappen \| Placeringar i etappen \| Placeringar i etappen \| Placeringar i etappen \| \| Cyklist \| Cyklist \| Lag \| Tid \| \| \| --------------------- \| --------------------- \| ---------------------- \| --------------------- \| --------------------- \| \| 1. \| Jonathan Milan \| Lidl-Trek \| 3t 41' 01" \| \| \| 2. \| Jasper Philipsen \| Alpecin-Deceuninck \| + 0" \| \| \| 3. \| Axel Zingle \| Cofidis \| + 0" \| \| \| 4. \| Dylan Groenewegen \| Team Jayco AlUla \| + 0" \| \| \| 5. \| Paul Penhoët \| Groupama-FDJ \| + 0" \| \| \| 6. \| Gerben Thijssen \| Intermarché-Wanty \| + 0" \| \| \| 7. \| Matteo Trentin \| Tudor Pro Cycling Team \| + 0" \| \| \| 8. \| Elia Viviani \| Ineos Grenadiers \| + 0" \| \| \| 9. \| Davide Bomboi \| TDT-Unibet \| + 0" \| \| \| 10. \| Iván García Cortina \| Movistar Team \| + 0" \| \| |                     |                        |            |
| |                     |                        |            |
| |                     |                        |            |
| Placeringar i etappen |                     |                        |            |
| Cyklist | Cyklist             | Lag                    | Tid        |
| 1. | Jonathan Milan      | Lidl-Trek              | 3t 41' 01" |
| 2. | Jasper Philipsen    | Alpecin-Deceuninck     | + 0"       |
| 3. | Axel Zingle         | Cofidis                | + 0"       |
| 4. | Dylan Groenewegen   | Team Jayco AlUla       | + 0"       |
| 5. | Paul Penhoët        | Groupama-FDJ           | + 0"       |
| 6. | Gerben Thijssen     | Intermarché-Wanty      | + 0"       |
| 7. | Matteo Trentin      | Tudor Pro Cycling Team | + 0"       |
| 8. | Elia Viviani        | Ineos Grenadiers       | + 0"       |
| 9. | Davide Bomboi       | TDT-Unibet             | + 0"       |
| 10. | Iván García Cortina | Movistar Team          | + 0"       |

| \| Totaltävlingen \| Totaltävlingen \| Totaltävlingen \| Totaltävlingen \| Totaltävlingen \| \| Cyklist \| Cyklist \| Lag \| Tid \| \| \| -------------- \| ----------------- \| ---------------------- \| -------------- \| -------------- \| \| 1. \| Jonathan Milan \| Lidl-Trek \| 3t 40' 51" \| \| \| 2. \| Jasper Philipsen \| Alpecin-Deceuninck \| + 4" \| \| \| 3. \| Axel Huens \| TDT-Unibet \| + 4" \| \| \| 4. \| Axel Zingle \| Cofidis \| + 6" \| \| \| 5. \| Lars Craps \| Team Flanders-Baloise \| + 6" \| \| \| 6. \| Dylan Groenewegen \| Team Jayco AlUla \| + 10" \| \| \| 7. \| Paul Penhoët \| Groupama-FDJ \| + 10" \| \| \| 8. \| Gerben Thijssen \| Intermarché-Wanty \| + 10" \| \| \| 9. \| Matteo Trentin \| Tudor Pro Cycling Team \| + 10" \| \| \| 10. \| Elia Viviani \| Ineos Grenadiers \| + 10" \| \| |                   |                        |            |
| |                   |                        |            |
| |                   |                        |            |
| Totaltävlingen |                   |                        |            |
| Cyklist | Cyklist           | Lag                    | Tid        |
| 1. | Jonathan Milan    | Lidl-Trek              | 3t 40' 51" |
| 2. | Jasper Philipsen  | Alpecin-Deceuninck     | + 4"       |
| 3. | Axel Huens        | TDT-Unibet             | + 4"       |
| 4. | Axel Zingle       | Cofidis                | + 6"       |
| 5. | Lars Craps        | Team Flanders-Baloise  | + 6"       |
| 6. | Dylan Groenewegen | Team Jayco AlUla       | + 10"      |
| 7. | Paul Penhoët      | Groupama-FDJ           | + 10"      |
| 8. | Gerben Thijssen   | Intermarché-Wanty      | + 10"      |
| 9. | Matteo Trentin    | Tudor Pro Cycling Team | + 10"      |
| 10. | Elia Viviani      | Ineos Grenadiers       | + 10"      |

### 2:a etappen
| Tessenderlo (kommun i Belgien) - Tessenderlo (kommun i Belgien) | Tempoetapp | (15 km) |

| \| Placeringar i etappen \| Placeringar i etappen \| Placeringar i etappen \| Placeringar i etappen \| Placeringar i etappen \| \| Cyklist \| Cyklist \| Lag \| Tid \| \| \| --------------------- \| --------------------- \| -------------------------- \| --------------------- \| --------------------- \| \| 1. \| Alec Segaert \| Lotto Dstny \| 16' 59" \| \| \| 2. \| Magnus Sheffield \| Ineos Grenadiers \| + 7" \| \| \| 3. \| Stefan Bissegger \| EF Education-EasyPost \| + 10" \| \| \| 4. \| Tobias Foss \| Ineos Grenadiers \| + 11" \| \| \| 5. \| Tim Wellens \| UAE Team Emirates \| + 16" \| \| \| 6. \| Ben Turner \| Ineos Grenadiers \| + 22" \| \| \| 7. \| Christophe Laporte \| Team Visma \\| Lease a Bike \| + 23" \| \| \| 8. \| Filip Maciejuk \| Red Bull-Bora-Hansgrohe \| + 26" \| \| \| 9. \| Maximilian Schachmann \| Red Bull-Bora-Hansgrohe \| + 27" \| \| \| 10. \| Alberto Bettiol \| Astana Qazaqstan Team \| + 28" \| \| |                       |                            |         |
| |                       |                            |         |
| |                       |                            |         |
| Placeringar i etappen |                       |                            |         |
| Cyklist | Cyklist               | Lag                        | Tid     |
| 1. | Alec Segaert          | Lotto Dstny                | 16' 59" |
| 2. | Magnus Sheffield      | Ineos Grenadiers           | + 7"    |
| 3. | Stefan Bissegger      | EF Education-EasyPost      | + 10"   |
| 4. | Tobias Foss           | Ineos Grenadiers           | + 11"   |
| 5. | Tim Wellens           | UAE Team Emirates          | + 16"   |
| 6. | Ben Turner            | Ineos Grenadiers           | + 22"   |
| 7. | Christophe Laporte    | Team Visma \| Lease a Bike | + 23"   |
| 8. | Filip Maciejuk        | Red Bull-Bora-Hansgrohe    | + 26"   |
| 9. | Maximilian Schachmann | Red Bull-Bora-Hansgrohe    | + 27"   |
| 10. | Alberto Bettiol       | Astana Qazaqstan Team      | + 28"   |

| \| Totaltävlingen \| Totaltävlingen \| Totaltävlingen \| Totaltävlingen \| Totaltävlingen \| \| Cyklist \| Cyklist \| Lag \| Tid \| \| \| -------------- \| --------------------- \| -------------------------- \| -------------- \| -------------- \| \| 1. \| Alec Segaert \| Lotto Dstny \| 3t 58' 00" \| \| \| 2. \| Magnus Sheffield \| Ineos Grenadiers \| + 7" \| \| \| 3. \| Tobias Foss \| Ineos Grenadiers \| + 11" \| \| \| 4. \| Tim Wellens \| UAE Team Emirates \| + 16" \| \| \| 5. \| Ben Turner \| Ineos Grenadiers \| + 22" \| \| \| 6. \| Christophe Laporte \| Team Visma \\| Lease a Bike \| + 23" \| \| \| 7. \| Maximilian Schachmann \| Red Bull-Bora-Hansgrohe \| + 27" \| \| \| 8. \| Alberto Bettiol \| Astana Qazaqstan Team \| + 28" \| \| \| 9. \| Rémi Cavagna \| Movistar Team \| + 30" \| \| \| 10. \| Per Strand Hagenes \| Team Visma \\| Lease a Bike \| + 32" \| \| |                       |                            |            |
| |                       |                            |            |
| |                       |                            |            |
| Totaltävlingen |                       |                            |            |
| Cyklist | Cyklist               | Lag                        | Tid        |
| 1. | Alec Segaert          | Lotto Dstny                | 3t 58' 00" |
| 2. | Magnus Sheffield      | Ineos Grenadiers           | + 7"       |
| 3. | Tobias Foss           | Ineos Grenadiers           | + 11"      |
| 4. | Tim Wellens           | UAE Team Emirates          | + 16"      |
| 5. | Ben Turner            | Ineos Grenadiers           | + 22"      |
| 6. | Christophe Laporte    | Team Visma \| Lease a Bike | + 23"      |
| 7. | Maximilian Schachmann | Red Bull-Bora-Hansgrohe    | + 27"      |
| 8. | Alberto Bettiol       | Astana Qazaqstan Team      | + 28"      |
| 9. | Rémi Cavagna          | Movistar Team              | + 30"      |
| 10. | Per Strand Hagenes    | Team Visma \| Lease a Bike | + 32"      |

### 3:e etappen
| Blankenberge - Ardooie | Flack etapp | (185 km) |

| \| Placeringar i etappen \| Placeringar i etappen \| Placeringar i etappen \| Placeringar i etappen \| Placeringar i etappen \| \| Cyklist \| Cyklist \| Lag \| Tid \| \| \| --------------------- \| --------------------- \| --------------------- \| --------------------- \| --------------------- \| \| 1. \| Jonathan Milan \| Lidl-Trek \| 3t 57' 17" \| \| \| 2. \| Jasper Philipsen \| Alpecin-Deceuninck \| + 0" \| \| \| 3. \| Max Walscheid \| Team Jayco AlUla \| + 0" \| \| \| 4. \| Arnaud Démare \| Arkéa-B&B Hotels \| + 0" \| \| \| 5. \| Gleb Siritsa \| Astana Qazaqstan Team \| + 0" \| \| \| 6. \| Jules Hesters \| Team Flanders-Baloise \| + 0" \| \| \| 7. \| Gerben Thijssen \| Intermarché-Wanty \| + 0" \| \| \| 8. \| Davide Persico \| Bingoal WB \| + 0" \| \| \| 9. \| Stefan Bissegger \| EF Education-EasyPost \| + 0" \| \| \| 10. \| Arnaud De Lie \| Lotto Dstny \| + 0" \| \| |                  |                       |            |
| |                  |                       |            |
| |                  |                       |            |
| Placeringar i etappen |                  |                       |            |
| Cyklist | Cyklist          | Lag                   | Tid        |
| 1. | Jonathan Milan   | Lidl-Trek             | 3t 57' 17" |
| 2. | Jasper Philipsen | Alpecin-Deceuninck    | + 0"       |
| 3. | Max Walscheid    | Team Jayco AlUla      | + 0"       |
| 4. | Arnaud Démare    | Arkéa-B&B Hotels      | + 0"       |
| 5. | Gleb Siritsa     | Astana Qazaqstan Team | + 0"       |
| 6. | Jules Hesters    | Team Flanders-Baloise | + 0"       |
| 7. | Gerben Thijssen  | Intermarché-Wanty     | + 0"       |
| 8. | Davide Persico   | Bingoal WB            | + 0"       |
| 9. | Stefan Bissegger | EF Education-EasyPost | + 0"       |
| 10. | Arnaud De Lie    | Lotto Dstny           | + 0"       |

| \| Totaltävlingen \| Totaltävlingen \| Totaltävlingen \| Totaltävlingen \| Totaltävlingen \| \| Cyklist \| Cyklist \| Lag \| Tid \| \| \| -------------- \| --------------------- \| -------------------------- \| -------------- \| -------------- \| \| 1. \| Alec Segaert \| Lotto Dstny \| 7t 55' 17" \| \| \| 2. \| Magnus Sheffield \| Ineos Grenadiers \| + 7" \| \| \| 3. \| Tobias Foss \| Ineos Grenadiers \| + 11" \| \| \| 4. \| Tim Wellens \| UAE Team Emirates \| + 16" \| \| \| 5. \| Ben Turner \| Ineos Grenadiers \| + 22" \| \| \| 6. \| Christophe Laporte \| Team Visma \\| Lease a Bike \| + 23" \| \| \| 7. \| Jonathan Milan \| Lidl-Trek \| + 23" \| \| \| 8. \| Maximilian Schachmann \| Red Bull-Bora-Hansgrohe \| + 27" \| \| \| 9. \| Alberto Bettiol \| Astana Qazaqstan Team \| + 28" \| \| \| 10. \| Rémi Cavagna \| Movistar Team \| + 30" \| \| |                       |                            |            |
| |                       |                            |            |
| |                       |                            |            |
| Totaltävlingen |                       |                            |            |
| Cyklist | Cyklist               | Lag                        | Tid        |
| 1. | Alec Segaert          | Lotto Dstny                | 7t 55' 17" |
| 2. | Magnus Sheffield      | Ineos Grenadiers           | + 7"       |
| 3. | Tobias Foss           | Ineos Grenadiers           | + 11"      |
| 4. | Tim Wellens           | UAE Team Emirates          | + 16"      |
| 5. | Ben Turner            | Ineos Grenadiers           | + 22"      |
| 6. | Christophe Laporte    | Team Visma \| Lease a Bike | + 23"      |
| 7. | Jonathan Milan        | Lidl-Trek                  | + 23"      |
| 8. | Maximilian Schachmann | Red Bull-Bora-Hansgrohe    | + 27"      |
| 9. | Alberto Bettiol       | Astana Qazaqstan Team      | + 28"      |
| 10. | Rémi Cavagna          | Movistar Team              | + 30"      |

### 4:e etappen
| Oostburg - Aalter | Flack etapp | (178 km) |

| \| Placeringar i etappen \| Placeringar i etappen \| Placeringar i etappen \| Placeringar i etappen \| Placeringar i etappen \| \| Cyklist \| Cyklist \| Lag \| Tid \| \| \| --------------------- \| --------------------- \| -------------------------- \| --------------------- \| --------------------- \| \| 1. \| Jasper Philipsen \| Alpecin-Deceuninck \| 3t 37' 08" \| \| \| 2. \| Christophe Laporte \| Team Visma \\| Lease a Bike \| + 0" \| \| \| 3. \| Arnaud De Lie \| Lotto Dstny \| + 0" \| \| \| 4. \| Paul Penhoët \| Groupama-FDJ \| + 0" \| \| \| 5. \| Bram Welten \| Team dsm-firmenich PostNL \| + 0" \| \| \| 6. \| Phil Bauhaus \| Bahrain Victorious \| + 0" \| \| \| 7. \| Matteo Trentin \| Tudor Pro Cycling Team \| + 0" \| \| \| 8. \| Jonathan Milan \| Lidl-Trek \| + 0" \| \| \| 9. \| Milan Fretin \| Cofidis \| + 0" \| \| \| 10. \| Juan Sebastián Molano \| UAE Team Emirates \| + 0" \| \| |                       |                            |            |
| |                       |                            |            |
| |                       |                            |            |
| Placeringar i etappen |                       |                            |            |
| Cyklist | Cyklist               | Lag                        | Tid        |
| 1. | Jasper Philipsen      | Alpecin-Deceuninck         | 3t 37' 08" |
| 2. | Christophe Laporte    | Team Visma \| Lease a Bike | + 0"       |
| 3. | Arnaud De Lie         | Lotto Dstny                | + 0"       |
| 4. | Paul Penhoët          | Groupama-FDJ               | + 0"       |
| 5. | Bram Welten           | Team dsm-firmenich PostNL  | + 0"       |
| 6. | Phil Bauhaus          | Bahrain Victorious         | + 0"       |
| 7. | Matteo Trentin        | Tudor Pro Cycling Team     | + 0"       |
| 8. | Jonathan Milan        | Lidl-Trek                  | + 0"       |
| 9. | Milan Fretin          | Cofidis                    | + 0"       |
| 10. | Juan Sebastián Molano | UAE Team Emirates          | + 0"       |

| \| Totaltävlingen \| Totaltävlingen \| Totaltävlingen \| Totaltävlingen \| Totaltävlingen \| \| Cyklist \| Cyklist \| Lag \| Tid \| \| \| -------------- \| --------------------- \| -------------------------- \| -------------- \| -------------- \| \| 1. \| Alec Segaert \| Lotto Dstny \| 11t 32' 25" \| \| \| 2. \| Magnus Sheffield \| Ineos Grenadiers \| + 7" \| \| \| 3. \| Tobias Foss \| Ineos Grenadiers \| + 11" \| \| \| 4. \| Tim Wellens \| UAE Team Emirates \| + 16" \| \| \| 5. \| Christophe Laporte \| Team Visma \\| Lease a Bike \| + 17" \| \| \| 6. \| Jasper Philipsen \| Alpecin-Deceuninck \| + 21" \| \| \| 7. \| Ben Turner \| Ineos Grenadiers \| + 22" \| \| \| 8. \| Jonathan Milan \| Lidl-Trek \| + 23" \| \| \| 9. \| Maximilian Schachmann \| Red Bull-Bora-Hansgrohe \| + 27" \| \| \| 10. \| Alberto Bettiol \| Astana Qazaqstan Team \| + 28" \| \| |                       |                            |             |
| |                       |                            |             |
| |                       |                            |             |
| Totaltävlingen |                       |                            |             |
| Cyklist | Cyklist               | Lag                        | Tid         |
| 1. | Alec Segaert          | Lotto Dstny                | 11t 32' 25" |
| 2. | Magnus Sheffield      | Ineos Grenadiers           | + 7"        |
| 3. | Tobias Foss           | Ineos Grenadiers           | + 11"       |
| 4. | Tim Wellens           | UAE Team Emirates          | + 16"       |
| 5. | Christophe Laporte    | Team Visma \| Lease a Bike | + 17"       |
| 6. | Jasper Philipsen      | Alpecin-Deceuninck         | + 21"       |
| 7. | Ben Turner            | Ineos Grenadiers           | + 22"       |
| 8. | Jonathan Milan        | Lidl-Trek                  | + 23"       |
| 9. | Maximilian Schachmann | Red Bull-Bora-Hansgrohe    | + 27"       |
| 10. | Alberto Bettiol       | Astana Qazaqstan Team      | + 28"       |

### 5:e etappen
| Menen - Geraardsbergen |  | (203 km) |

| \| Placeringar i etappen \| Placeringar i etappen \| Placeringar i etappen \| Placeringar i etappen \| Placeringar i etappen \| \| Cyklist \| Cyklist \| Lag \| Tid \| \| \| --------------------- \| --------------------- \| -------------------------- \| --------------------- \| --------------------- \| \| 1. \| Arnaud De Lie \| Lotto Dstny \| 4t 30' 56" \| \| \| 2. \| Tim Wellens \| UAE Team Emirates \| + 5" \| \| \| 3. \| Valentin Madouas \| Groupama-FDJ \| + 17" \| \| \| 4. \| Rick Pluimers \| Tudor Pro Cycling Team \| + 20" \| \| \| 5. \| Stan Dewulf \| Decathlon-AG2R La Mondiale \| + 20" \| \| \| 6. \| Matej Mohorič \| Bahrain Victorious \| + 20" \| \| \| 7. \| Per Strand Hagenes \| Team Visma \\| Lease a Bike \| + 20" \| \| \| 8. \| Axel Zingle \| Cofidis \| + 39" \| \| \| 9. \| Christophe Laporte \| Team Visma \\| Lease a Bike \| + 41" \| \| \| 10. \| Paul Penhoët \| Groupama-FDJ \| + 43" \| \| |                    |                            |            |
| |                    |                            |            |
| |                    |                            |            |
| Placeringar i etappen |                    |                            |            |
| Cyklist | Cyklist            | Lag                        | Tid        |
| 1. | Arnaud De Lie      | Lotto Dstny                | 4t 30' 56" |
| 2. | Tim Wellens        | UAE Team Emirates          | + 5"       |
| 3. | Valentin Madouas   | Groupama-FDJ               | + 17"      |
| 4. | Rick Pluimers      | Tudor Pro Cycling Team     | + 20"      |
| 5. | Stan Dewulf        | Decathlon-AG2R La Mondiale | + 20"      |
| 6. | Matej Mohorič      | Bahrain Victorious         | + 20"      |
| 7. | Per Strand Hagenes | Team Visma \| Lease a Bike | + 20"      |
| 8. | Axel Zingle        | Cofidis                    | + 39"      |
| 9. | Christophe Laporte | Team Visma \| Lease a Bike | + 41"      |
| 10. | Paul Penhoët       | Groupama-FDJ               | + 43"      |

## Resultat

### Sammanlagt
| \| Totaltävlingen \| Totaltävlingen \| Totaltävlingen \| Totaltävlingen \| Totaltävlingen \| \| Cyklist \| Cyklist \| Lag \| Tid \| \| \| -------------- \| --------------------- \| -------------------------- \| -------------- \| -------------- \| \| 1. \| Tim Wellens \| UAE Team Emirates \| 16t 03' 28" \| \| \| 2. \| Alec Segaert \| Lotto Dstny \| + 40" \| \| \| 3. \| Per Strand Hagenes \| Team Visma \\| Lease a Bike \| + 42" \| \| \| 4. \| Christophe Laporte \| Team Visma \\| Lease a Bike \| + 51" \| \| \| 5. \| Stan Dewulf \| Decathlon-AG2R La Mondiale \| + 55" \| \| \| 6. \| Jasper Philipsen \| Alpecin-Deceuninck \| + 57" \| \| \| 7. \| Ben Turner \| Ineos Grenadiers \| + 58" \| \| \| 8. \| Matej Mohorič \| Bahrain Victorious \| + 1' 01" \| \| \| 9. \| Maximilian Schachmann \| Red Bull-Bora-Hansgrohe \| + 1' 03" \| \| \| 10. \| Alberto Bettiol \| Astana Qazaqstan Team \| + 1' 04" \| \| |                       |                            |             |
| |                       |                            |             |
| Källa: ProCyclingStats |                       |                            |             |
| Totaltävlingen |                       |                            |             |
| Cyklist | Cyklist               | Lag                        | Tid         |
| 1. | Tim Wellens           | UAE Team Emirates          | 16t 03' 28" |
| 2. | Alec Segaert          | Lotto Dstny                | + 40"       |
| 3. | Per Strand Hagenes    | Team Visma \| Lease a Bike | + 42"       |
| 4. | Christophe Laporte    | Team Visma \| Lease a Bike | + 51"       |
| 5. | Stan Dewulf           | Decathlon-AG2R La Mondiale | + 55"       |
| 6. | Jasper Philipsen      | Alpecin-Deceuninck         | + 57"       |
| 7. | Ben Turner            | Ineos Grenadiers           | + 58"       |
| 8. | Matej Mohorič         | Bahrain Victorious         | + 1' 01"    |
| 9. | Maximilian Schachmann | Red Bull-Bora-Hansgrohe    | + 1' 03"    |
| 10. | Alberto Bettiol       | Astana Qazaqstan Team      | + 1' 04"    |

### Övriga tävlingar
| Poängtävlingen | Poängtävlingen     | Poängtävlingen             | Poängtävlingen | Poängtävlingen |
| Cyklist        | Cyklist            | Lag                        | Poäng          |                |
| -------------- | ------------------ | -------------------------- | -------------- | -------------- |
| 1.             | Jasper Philipsen   | Alpecin-Deceuninck         | 80 poäng       |                |
| 2.             | Arnaud De Lie      | Lotto Dstny                | 62 poäng       |                |
| 3.             | Christophe Laporte | Team Visma \| Lease a Bike | 49 poäng       |                |
| 4.             | Paul Penhoët       | Groupama-FDJ               | 46 poäng       |                |
| 5.             | Tim Wellens        | UAE Team Emirates          | 42 poäng       |                |
| 6.             | Axel Zingle        | Cofidis                    | 34 poäng       |                |
| 7.             | Stefan Bissegger   | EF Education-EasyPost      | 33 poäng       |                |
| 8.             | Alec Segaert       | Lotto Dstny                | 30 poäng       |                |
| 9.             | Matteo Trentin     | Tudor Pro Cycling Team     | 26 poäng       |                |
| 10.            | Magnus Sheffield   | Ineos Grenadiers           | 25 poäng       |                |

| Poängtävlingen | Poängtävlingen     | Poängtävlingen             | Poängtävlingen | Poängtävlingen |
| Cyklist        | Cyklist            | Lag                        | Poäng          |                |
| -------------- | ------------------ | -------------------------- | -------------- | -------------- |
| 1.             | Jasper Philipsen   | Alpecin-Deceuninck         | 80 poäng       |                |
| 2.             | Arnaud De Lie      | Lotto Dstny                | 62 poäng       |                |
| 3.             | Christophe Laporte | Team Visma \| Lease a Bike | 49 poäng       |                |
| 4.             | Paul Penhoët       | Groupama-FDJ               | 46 poäng       |                |
| 5.             | Tim Wellens        | UAE Team Emirates          | 42 poäng       |                |
| 6.             | Axel Zingle        | Cofidis                    | 34 poäng       |                |
| 7.             | Stefan Bissegger   | EF Education-EasyPost      | 33 poäng       |                |
| 8.             | Alec Segaert       | Lotto Dstny                | 30 poäng       |                |
| 9.             | Matteo Trentin     | Tudor Pro Cycling Team     | 26 poäng       |                |
| 10.            | Magnus Sheffield   | Ineos Grenadiers           | 25 poäng       |                |

| Ungdomstävlingen | Ungdomstävlingen   | Ungdomstävlingen           | Ungdomstävlingen | Ungdomstävlingen |
| Cyklist          | Cyklist            | Lag                        | Tid              |                  |
| ---------------- | ------------------ | -------------------------- | ---------------- | ---------------- |
| 1.               | Alec Segaert       | Lotto Dstny                | 16t 04' 08"      |                  |
| 2.               | Per Strand Hagenes | Team Visma \| Lease a Bike | + 2"             |                  |
| 3.               | Eddy Le Huitouze   | Groupama-FDJ               | + 1' 00"         |                  |
| 4.               | Dylan Vandenstorme | Team Flanders-Baloise      | + 2' 04"         |                  |
| 5.               | Arnaud De Lie      | Lotto Dstny                | + 2' 13"         |                  |
| 6.               | Iván Romeo         | Movistar Team              | + 4' 54"         |                  |
| 7.               | Magnus Sheffield   | Ineos Grenadiers           | + 11' 38"        |                  |
| 8.               | Emil Herzog        | Red Bull-Bora-Hansgrohe    | + 12' 14"        |                  |

| Ungdomstävlingen | Ungdomstävlingen   | Ungdomstävlingen           | Ungdomstävlingen | Ungdomstävlingen |
| Cyklist          | Cyklist            | Lag                        | Tid              |                  |
| ---------------- | ------------------ | -------------------------- | ---------------- | ---------------- |
| 1.               | Alec Segaert       | Lotto Dstny                | 16t 04' 08"      |                  |
| 2.               | Per Strand Hagenes | Team Visma \| Lease a Bike | + 2"             |                  |
| 3.               | Eddy Le Huitouze   | Groupama-FDJ               | + 1' 00"         |                  |
| 4.               | Dylan Vandenstorme | Team Flanders-Baloise      | + 2' 04"         |                  |
| 5.               | Arnaud De Lie      | Lotto Dstny                | + 2' 13"         |                  |
| 6.               | Iván Romeo         | Movistar Team              | + 4' 54"         |                  |
| 7.               | Magnus Sheffield   | Ineos Grenadiers           | + 11' 38"        |                  |
| 8.               | Emil Herzog        | Red Bull-Bora-Hansgrohe    | + 12' 14"        |                  |

| Mest offensiva cyklisten | Mest offensiva cyklisten | Mest offensiva cyklisten | Mest offensiva cyklisten | Mest offensiva cyklisten |
| Cyklist                  | Cyklist                  | Lag                      | Poäng                    |                          |
| ------------------------ | ------------------------ | ------------------------ | ------------------------ | ------------------------ |
| 1.                       | Jordy Bouts              | TDT-Unibet               | 52 poäng                 |                          |
| 2.                       | Axel Huens               | TDT-Unibet               | 26 poäng                 |                          |
| 3.                       | Alex Colman              | Team Flanders-Baloise    | 16 poäng                 |                          |
| 4.                       | Warre Vangheluwe         | Soudal Quick-Step        | 13 poäng                 |                          |
| 5.                       | Ward Vanhoof             | Team Flanders-Baloise    | 13 poäng                 |                          |
| 6.                       | Jonas Rutsch             | EF Education-EasyPost    | 12 poäng                 |                          |
| 7.                       | Ceriel Desal             | Bingoal WB               | 12 poäng                 |                          |
| 8.                       | Jan Maas                 | Team Jayco AlUla         | 11 poäng                 |                          |
| 9.                       | Matteo Trentin           | Tudor Pro Cycling Team   | 10 poäng                 |                          |
| 10.                      | Tobias Foss              | Ineos Grenadiers         | 10 poäng                 |                          |

| Mest offensiva cyklisten | Mest offensiva cyklisten | Mest offensiva cyklisten | Mest offensiva cyklisten | Mest offensiva cyklisten |
| Cyklist                  | Cyklist                  | Lag                      | Poäng                    |                          |
| ------------------------ | ------------------------ | ------------------------ | ------------------------ | ------------------------ |
| 1.                       | Jordy Bouts              | TDT-Unibet               | 52 poäng                 |                          |
| 2.                       | Axel Huens               | TDT-Unibet               | 26 poäng                 |                          |
| 3.                       | Alex Colman              | Team Flanders-Baloise    | 16 poäng                 |                          |
| 4.                       | Warre Vangheluwe         | Soudal Quick-Step        | 13 poäng                 |                          |
| 5.                       | Ward Vanhoof             | Team Flanders-Baloise    | 13 poäng                 |                          |
| 6.                       | Jonas Rutsch             | EF Education-EasyPost    | 12 poäng                 |                          |
| 7.                       | Ceriel Desal             | Bingoal WB               | 12 poäng                 |                          |
| 8.                       | Jan Maas                 | Team Jayco AlUla         | 11 poäng                 |                          |
| 9.                       | Matteo Trentin           | Tudor Pro Cycling Team   | 10 poäng                 |                          |
| 10.                      | Tobias Foss              | Ineos Grenadiers         | 10 poäng                 |                          |

| Lagtävlingen | Lagtävlingen               | Lagtävlingen | Lagtävlingen |
| Lag          | Lag                        | Tid          |              |
| ------------ | -------------------------- | ------------ | ------------ |
| 1.           | Team Visma \| Lease a Bike | 48t 13' 16"  |              |
| 2.           | Decathlon-AG2R La Mondiale | + 1' 35"     |              |
| 3.           | EF Education-EasyPost      | + 1' 47"     |              |
| 4.           | Groupama-FDJ               | + 1' 51"     |              |
| 5.           | Lotto Dstny                | + 2' 23"     |              |
| 6.           | Team Flanders-Baloise      | + 3' 07"     |              |
| 7.           | Red Bull-Bora-Hansgrohe    | + 5' 07"     |              |
| 8.           | Bahrain Victorious         | + 5' 53"     |              |
| 9.           | TDT-Unibet                 | + 7' 21"     |              |
| 10.          | Intermarché-Wanty          | + 8' 04"     |              |

| Lagtävlingen | Lagtävlingen               | Lagtävlingen | Lagtävlingen |
| Lag          | Lag                        | Tid          |              |
| ------------ | -------------------------- | ------------ | ------------ |
| 1.           | Team Visma \| Lease a Bike | 48t 13' 16"  |              |
| 2.           | Decathlon-AG2R La Mondiale | + 1' 35"     |              |
| 3.           | EF Education-EasyPost      | + 1' 47"     |              |
| 4.           | Groupama-FDJ               | + 1' 51"     |              |
| 5.           | Lotto Dstny                | + 2' 23"     |              |
| 6.           | Team Flanders-Baloise      | + 3' 07"     |              |
| 7.           | Red Bull-Bora-Hansgrohe    | + 5' 07"     |              |
| 8.           | Bahrain Victorious         | + 5' 53"     |              |
| 9.           | TDT-Unibet                 | + 7' 21"     |              |
| 10.          | Intermarché-Wanty          | + 8' 04"     |              |

## Startlista
| UAE Team Emirates UAD | UAE Team Emirates UAD         | UAE Team Emirates UAD |
| --------------------- | ----------------------------- | --------------------- |
| #                     | Cyklist                       | Placering             |
| 1                     | Tim Wellens (BEL) (tempolopp) | 1.                    |
| 2                     | Nils Politt (GER) (tempolopp) | 49.                   |
| 3                     | Sjoerd Bax (NED)              | 42.                   |
| 4                     | Alessandro Covi (ITA)         | 61.                   |
| 5                     | Juan Sebastián Molano (COL)   | DNF-5                 |
| 6                     | Mikkel Bjerg (DEN)            | 54.                   |
| 7                     | Rui Oliveira (POR)            | DNF-5                 |

| Alpecin-Deceuninck ADC | Alpecin-Deceuninck ADC                | Alpecin-Deceuninck ADC |
| ---------------------- | ------------------------------------- | ---------------------- |
| #                      | Cyklist                               | Placering              |
| 11                     | Mathieu van der Poel (NED) (landsväg) | DNS-5                  |
| 12                     | Jasper Philipsen (BEL)                | 6.                     |
| 13                     | Jonas Rickaert (BEL)                  | DNF-5                  |
| 14                     | Søren Kragh Andersen (DEN)            | 25.                    |
| 15                     | Senne Leysen (BEL)                    | 85.                    |
| 16                     | Timo Kielich (BEL)                    | 83.                    |
| 17                     | Silvan Dillier (SUI)                  | 67.                    |

| Soudal Quick-Step SOQ | Soudal Quick-Step SOQ    | Soudal Quick-Step SOQ |
| --------------------- | ------------------------ | --------------------- |
| #                     | Cyklist                  | Placering             |
| 21                    | Tim Merlier (BEL)        | DNS-3                 |
| 22                    | Yves Lampaert (BEL)      | DNF-5                 |
| 23                    | Josef Černý (CZE)        | 75.                   |
| 24                    | Ayco Bastiaens (BEL)     | DNF-5                 |
| 25                    | Bert Van Lerberghe (BEL) | DNF-5                 |
| 26                    | Ilan Van Wilder (BEL)    | 11.                   |
| 27                    | Warre Vangheluwe (BEL)   | 65.                   |

| Intermarché-Wanty IWA | Intermarché-Wanty IWA           | Intermarché-Wanty IWA |
| --------------------- | ------------------------------- | --------------------- |
| #                     | Cyklist                         | Placering             |
| 31                    | Biniam Girmay (ERI) (tempolopp) | 38.                   |
| 32                    | Mike Teunissen (NED)            | 17.                   |
| 33                    | Gijs Van Hoecke (BEL)           | DNF-5                 |
| 34                    | Adrien Petit (FRA)              | DNF-5                 |
| 35                    | Laurenz Rex (BEL)               | 47.                   |
| 36                    | Dion Smith (NZL)                | 74.                   |
| 37                    | Gerben Thijssen (BEL)           | DNF-5                 |

| Team Visma \| Lease a Bike TVL | Team Visma \| Lease a Bike TVL      | Team Visma \| Lease a Bike TVL |
| ------------------------------ | ----------------------------------- | ------------------------------ |
| #                              | Cyklist                             | Placering                      |
| 41                             | Olav Kooij (NED)                    | DNS-2                          |
| 42                             | Christophe Laporte (FRA) (landsväg) | 4.                             |
| 43                             | Tiesj Benoot (BEL)                  | 21.                            |
| 44                             | Per Strand Hagenes (NOR)            | 3.                             |
| 45                             | Tosh Van der Sande (BEL)            | DNF-5                          |
| 46                             | Mick van Dijke (NED)                | DNF-5                          |
| 47                             | Julien Vermote (BEL)                | 90.                            |

| Lidl-Trek LTK | Lidl-Trek LTK                | Lidl-Trek LTK |
| ------------- | ---------------------------- | ------------- |
| #             | Cyklist                      | Placering     |
| 51            | Jasper Stuyven (BEL)         | 16.           |
| 52            | Edward Theuns (BEL)          | 55.           |
| 53            | Simone Consonni (ITA)        | 79.           |
| 54            | Daan Hoole (NED) (tempolopp) | DNF-1         |
| 55            | Jonathan Milan (ITA)         | DNF-5         |
| 56            | Jacopo Mosca (ITA)           | 50.           |
| 57            | Quinn Simmons (USA)          | 51.           |

| Lotto Dstny LTD | Lotto Dstny LTD                | Lotto Dstny LTD |
| --------------- | ------------------------------ | --------------- |
| #               | Cyklist                        | Placering       |
| 61              | Arnaud De Lie (BEL) (landsväg) | 37.             |
| 62              | Florian Vermeersch (BEL)       | 63.             |
| 63              | Jasper De Buyst (BEL)          | 70.             |
| 64              | Alec Segaert (BEL)             | 2.              |
| 65              | Liam Slock (BEL)               | DNF-5           |
| 66              | Brent Van Moer (BEL)           | 40.             |
| 67              | Cedric Beullens (BEL)          | DNF-5           |

| Bahrain Victorious TBV | Bahrain Victorious TBV  | Bahrain Victorious TBV |
| ---------------------- | ----------------------- | ---------------------- |
| #                      | Cyklist                 | Placering              |
| 71                     | Matej Mohorič (SLO)     | 8.                     |
| 72                     | Nikias Arndt (GER)      | 52.                    |
| 73                     | Phil Bauhaus (GER)      | DNF-5                  |
| 74                     | Andrea Pasqualon (ITA)  | DNF-5                  |
| 75                     | Dušan Rajović (SRB)     | DNS-5                  |
| 76                     | Łukasz Wiśniowski (POL) | DNF-5                  |
| 77                     | Fred Wright (GBR)       | 12.                    |

| Ineos Grenadiers IGD | Ineos Grenadiers IGD            | Ineos Grenadiers IGD |
| -------------------- | ------------------------------- | -------------------- |
| #                    | Cyklist                         | Placering            |
| 81                   | Filippo Ganna (ITA) (tempolopp) | DNS-2                |
| 82                   | Elia Viviani (ITA)              | DNF-5                |
| 83                   | Tobias Foss (NOR)               | 58.                  |
| 84                   | Salvatore Puccio (ITA)          | DNF-5                |
| 85                   | Magnus Sheffield (USA)          | 57.                  |
| 86                   | Ben Turner (GBR)                | 7.                   |
| 87                   | Geraint Thomas (GBR)            | DNF-5                |

| Red Bull-Bora-Hansgrohe RBH | Red Bull-Bora-Hansgrohe RBH      | Red Bull-Bora-Hansgrohe RBH |
| --------------------------- | -------------------------------- | --------------------------- |
| #                           | Cyklist                          | Placering                   |
| 91                          | Sam Welsford (AUS)               | DNF-5                       |
| 92                          | Marco Haller (AUT)               | 31.                         |
| 93                          | Filip Maciejuk (POL) (tempolopp) | 46.                         |
| 94                          | Ryan Mullen (IRL)                | DNF-5                       |
| 95                          | Maximilian Schachmann (GER)      | 9.                          |
| 96                          | Matteo Sobrero (ITA)             | DNF-1                       |
| 97                          | Emil Herzog (GER)                | 73.                         |

| Arkéa-B&B Hotels ARK | Arkéa-B&B Hotels ARK   | Arkéa-B&B Hotels ARK |
| -------------------- | ---------------------- | -------------------- |
| #                    | Cyklist                | Placering            |
| 101                  | Arnaud Démare (FRA)    | 71.                  |
| 102                  | Florian Sénéchal (FRA) | DNS-2                |
| 103                  | Matis Louvel (FRA)     | DNF-5                |
| 104                  | Daniel McLay (GBR)     | DNF-5                |
| 105                  | Alan Riou (FRA)        | DNF-5                |
| 106                  | Miles Scotson (AUS)    | 39.                  |
| 107                  | David Dekker (NED)     | 87.                  |

| Cofidis COF | Cofidis COF          | Cofidis COF |
| ----------- | -------------------- | ----------- |
| #           | Cyklist              | Placering   |
| 111         | Axel Zingle (FRA)    | 19.         |
| 112         | Aimé De Gendt (BEL)  | 27.         |
| 113         | Milan Fretin (BEL)   | DNF-5       |
| 114         | Oliver Knight (GBR)  | DNF-4       |
| 115         | Stefano Oldani (ITA) | DNS-4       |
| 116         | Alexis Renard (FRA)  | DNF-5       |
| 117         | Ludovic Robeet (BEL) | 68.         |

| Decathlon-AG2R La Mondiale DAT | Decathlon-AG2R La Mondiale DAT | Decathlon-AG2R La Mondiale DAT |
| ------------------------------ | ------------------------------ | ------------------------------ |
| #                              | Cyklist                        | Placering                      |
| 121                            | Sam Bennett (IRL)              | DNF-4                          |
| 122                            | Oliver Naesen (BEL)            | 23.                            |
| 123                            | Benoît Cosnefroy (FRA)         | DNF-5                          |
| 124                            | Dries De Bondt (BEL)           | 88.                            |
| 125                            | Stan Dewulf (BEL)              | 5.                             |
| 126                            | Pierre Gautherat (FRA)         | DNF-5                          |
| 127                            | Aurélien Paret-Peintre (FRA)   | 18.                            |

| EF Education-EasyPost EFE | EF Education-EasyPost EFE   | EF Education-EasyPost EFE |
| ------------------------- | --------------------------- | ------------------------- |
| #                         | Cyklist                     | Placering                 |
| 131                       | Jonas Rutsch (GER)          | 22.                       |
| 132                       | Mikkel Frølich Honoré (DEN) | 24.                       |
| 133                       | Stefan Bissegger (SUI)      | 48.                       |
| 134                       | Stefan de Bod (RSA)         | 33.                       |
| 135                       | Jack Rootkin-Gray (GBR)     | DNF-5                     |
| 136                       | Yuhi Todome (JPN)           | DNF-5                     |
| 137                       | Michael Valgren (DEN)       | 32.                       |

| Groupama-FDJ GFC | Groupama-FDJ GFC       | Groupama-FDJ GFC |
| ---------------- | ---------------------- | ---------------- |
| #                | Cyklist                | Placering        |
| 141              | Clément Davy (FRA)     | DNF-5            |
| 142              | Valentin Madouas (FRA) | 14.              |
| 143              | Olivier Le Gac (FRA)   | 53.              |
| 144              | Fabian Lienhard (SUI)  | 56.              |
| 145              | Eddy Le Huitouze (FRA) | 20.              |
| 146              | Marc Sarreau (FRA)     | DNF-4            |
| 147              | Paul Penhoët (FRA)     | 26.              |

| Movistar Team MOV | Movistar Team MOV         | Movistar Team MOV |
| ----------------- | ------------------------- | ----------------- |
| #                 | Cyklist                   | Placering         |
| 151               | Iván García Cortina (ESP) | 64.               |
| 152               | Fernando Gaviria (COL)    | DNF-5             |
| 153               | Rémi Cavagna (FRA)        | 41.               |
| 154               | Johan Jacobs (SUI)        | DNS-2             |
| 155               | Manlio Moro (ITA)         | DNF-4             |
| 156               | Iván Romeo (ESP)          | 44.               |
| 157               | Davide Cimolai (ITA)      | DNF-5             |

| Team dsm-firmenich PostNL DFP | Team dsm-firmenich PostNL DFP | Team dsm-firmenich PostNL DFP |
| ----------------------------- | ----------------------------- | ----------------------------- |
| #                             | Cyklist                       | Placering                     |
| 161                           | Fabio Jakobsen (NED)          | DNF                           |
| 162                           | John Degenkolb (GER)          | DNS-2                         |
| 163                           | Nils Eekhoff (NED)            | DNF-1                         |
| 164                           | Alexander Edmondson (AUS)     | DNS-4                         |
| 165                           | Timo Roosen (NED)             | DNF-5                         |
| 166                           | Frank van den Broek (NED)     | 60.                           |
| 167                           | Bram Welten (NED)             | 91.                           |

| Team Jayco AlUla JAY | Team Jayco AlUla JAY               | Team Jayco AlUla JAY |
| -------------------- | ---------------------------------- | -------------------- |
| #                    | Cyklist                            | Placering            |
| 171                  | Dylan Groenewegen (NED) (landsväg) | DNS-2                |
| 172                  | Michael Hepburn (AUS)              | DNF-5                |
| 173                  | Kelland O'Brien (AUS)              | 72.                  |
| 174                  | Jan Maas (NED)                     | 36.                  |
| 175                  | Max Walscheid (GER)                | 66.                  |
| 176                  | Elmar Reinders (NED)               | DNF-5                |
| 177                  | Campbell Stewart (NZL)             | DNF-5                |

| Astana Qazaqstan Team AST | Astana Qazaqstan Team AST                      | Astana Qazaqstan Team AST |
| ------------------------- | ---------------------------------------------- | ------------------------- |
| #                         | Cyklist                                        | Placering                 |
| 181                       | Michael Mørkøv (DEN)                           | DNF-5                     |
| 182                       | Alberto Bettiol (ITA) (landsväg)               | 10.                       |
| 183                       | Yevgeniy Gidich (KAZ)                          | DNF-5                     |
| 184                       | Dmitriy Gruzdev (KAZ) (landsväg och tempolopp) | DNF-5                     |
| 185                       | Max Kanter (GER)                               | 89.                       |
| 186                       | Rüdiger Selig (GER)                            | DNF-5                     |
| 187                       | Gleb Siritsa                                   | 82.                       |

| Bingoal WB BWB | Bingoal WB BWB          | Bingoal WB BWB |
| -------------- | ----------------------- | -------------- |
| #              | Cyklist                 | Placering      |
| 191            | Louis Blouwe (BEL)      | DNF-5          |
| 192            | Luca De Meester (BEL)   | 78.            |
| 193            | Davide Persico (ITA)    | DNF-5          |
| 194            | Ceriel Desal (BEL)      | 43.            |
| 195            | Nathan Vandepitte (FRA) | DNF-5          |
| 196            | Luca Van Boven (BEL)    | 69.            |
| 197            | Loïc Vliegen (BEL)      | DNF-5          |

| Team Flanders-Baloise TFB | Team Flanders-Baloise TFB | Team Flanders-Baloise TFB |
| ------------------------- | ------------------------- | ------------------------- |
| #                         | Cyklist                   | Placering                 |
| 201                       | Alex Colman (BEL)         | 76.                       |
| 202                       | Lars Craps (BEL)          | 29.                       |
| 203                       | Jules Hesters (BEL)       | 77.                       |
| 204                       | Elias Maris (BEL)         | 28.                       |
| 205                       | Dylan Vandenstorme (BEL)  | 35.                       |
| 206                       | Aaron Van Poucke (BEL)    | DNF-5                     |
| 207                       | Ward Vanhoof (BEL)        | 62.                       |

| TDT-Unibet TDT | TDT-Unibet TDT           | TDT-Unibet TDT |
| -------------- | ------------------------ | -------------- |
| #              | Cyklist                  | Placering      |
| 211            | Davide Bomboi (BEL)      | DNF-5          |
| 212            | Hartthijs de Vries (NED) | 45.            |
| 213            | Andreas Stokbro (DEN)    | 81.            |
| 214            | Axel Huens (FRA)         | 34.            |
| 215            | Nicklas Pedersen (DEN)   | DNF-5          |
| 216            | Tomáš Kopecký (CZE)      | 30.            |
| 217            | Jordy Bouts (BEL)        | 59.            |

| Tudor Pro Cycling Team TUD | Tudor Pro Cycling Team TUD      | Tudor Pro Cycling Team TUD |
| -------------------------- | ------------------------------- | -------------------------- |
| #                          | Cyklist                         | Placering                  |
| 221                        | Matteo Trentin (ITA)            | 13.                        |
| 222                        | Tom Bohli (SUI)                 | 80.                        |
| 223                        | Jacob Eriksson (SWE) (landsväg) | 86.                        |
| 224                        | Petr Kelemen (CZE)              | DNF-4                      |
| 225                        | Miká Heming (GER)               | 84.                        |
| 226                        | Simon Pellaud (SUI)             | DNF-5                      |
| 227                        | Rick Pluimers (NED)             | 15.                        |

| UAE Team Emirates UAD | UAE Team Emirates UAD         | UAE Team Emirates UAD |
| --------------------- | ----------------------------- | --------------------- |
| #                     | Cyklist                       | Placering             |
| 1                     | Tim Wellens (BEL) (tempolopp) | 1.                    |
| 2                     | Nils Politt (GER) (tempolopp) | 49.                   |
| 3                     | Sjoerd Bax (NED)              | 42.                   |
| 4                     | Alessandro Covi (ITA)         | 61.                   |
| 5                     | Juan Sebastián Molano (COL)   | DNF-5                 |
| 6                     | Mikkel Bjerg (DEN)            | 54.                   |
| 7                     | Rui Oliveira (POR)            | DNF-5                 |

| Alpecin-Deceuninck ADC | Alpecin-Deceuninck ADC                | Alpecin-Deceuninck ADC |
| ---------------------- | ------------------------------------- | ---------------------- |
| #                      | Cyklist                               | Placering              |
| 11                     | Mathieu van der Poel (NED) (landsväg) | DNS-5                  |
| 12                     | Jasper Philipsen (BEL)                | 6.                     |
| 13                     | Jonas Rickaert (BEL)                  | DNF-5                  |
| 14                     | Søren Kragh Andersen (DEN)            | 25.                    |
| 15                     | Senne Leysen (BEL)                    | 85.                    |
| 16                     | Timo Kielich (BEL)                    | 83.                    |
| 17                     | Silvan Dillier (SUI)                  | 67.                    |

| Soudal Quick-Step SOQ | Soudal Quick-Step SOQ    | Soudal Quick-Step SOQ |
| --------------------- | ------------------------ | --------------------- |
| #                     | Cyklist                  | Placering             |
| 21                    | Tim Merlier (BEL)        | DNS-3                 |
| 22                    | Yves Lampaert (BEL)      | DNF-5                 |
| 23                    | Josef Černý (CZE)        | 75.                   |
| 24                    | Ayco Bastiaens (BEL)     | DNF-5                 |
| 25                    | Bert Van Lerberghe (BEL) | DNF-5                 |
| 26                    | Ilan Van Wilder (BEL)    | 11.                   |
| 27                    | Warre Vangheluwe (BEL)   | 65.                   |

| Intermarché-Wanty IWA | Intermarché-Wanty IWA           | Intermarché-Wanty IWA |
| --------------------- | ------------------------------- | --------------------- |
| #                     | Cyklist                         | Placering             |
| 31                    | Biniam Girmay (ERI) (tempolopp) | 38.                   |
| 32                    | Mike Teunissen (NED)            | 17.                   |
| 33                    | Gijs Van Hoecke (BEL)           | DNF-5                 |
| 34                    | Adrien Petit (FRA)              | DNF-5                 |
| 35                    | Laurenz Rex (BEL)               | 47.                   |
| 36                    | Dion Smith (NZL)                | 74.                   |
| 37                    | Gerben Thijssen (BEL)           | DNF-5                 |

| Team Visma \| Lease a Bike TVL | Team Visma \| Lease a Bike TVL      | Team Visma \| Lease a Bike TVL |
| ------------------------------ | ----------------------------------- | ------------------------------ |
| #                              | Cyklist                             | Placering                      |
| 41                             | Olav Kooij (NED)                    | DNS-2                          |
| 42                             | Christophe Laporte (FRA) (landsväg) | 4.                             |
| 43                             | Tiesj Benoot (BEL)                  | 21.                            |
| 44                             | Per Strand Hagenes (NOR)            | 3.                             |
| 45                             | Tosh Van der Sande (BEL)            | DNF-5                          |
| 46                             | Mick van Dijke (NED)                | DNF-5                          |
| 47                             | Julien Vermote (BEL)                | 90.                            |

| Lidl-Trek LTK | Lidl-Trek LTK                | Lidl-Trek LTK |
| ------------- | ---------------------------- | ------------- |
| #             | Cyklist                      | Placering     |
| 51            | Jasper Stuyven (BEL)         | 16.           |
| 52            | Edward Theuns (BEL)          | 55.           |
| 53            | Simone Consonni (ITA)        | 79.           |
| 54            | Daan Hoole (NED) (tempolopp) | DNF-1         |
| 55            | Jonathan Milan (ITA)         | DNF-5         |
| 56            | Jacopo Mosca (ITA)           | 50.           |
| 57            | Quinn Simmons (USA)          | 51.           |

| Lotto Dstny LTD | Lotto Dstny LTD                | Lotto Dstny LTD |
| --------------- | ------------------------------ | --------------- |
| #               | Cyklist                        | Placering       |
| 61              | Arnaud De Lie (BEL) (landsväg) | 37.             |
| 62              | Florian Vermeersch (BEL)       | 63.             |
| 63              | Jasper De Buyst (BEL)          | 70.             |
| 64              | Alec Segaert (BEL)             | 2.              |
| 65              | Liam Slock (BEL)               | DNF-5           |
| 66              | Brent Van Moer (BEL)           | 40.             |
| 67              | Cedric Beullens (BEL)          | DNF-5           |

| Bahrain Victorious TBV | Bahrain Victorious TBV  | Bahrain Victorious TBV |
| ---------------------- | ----------------------- | ---------------------- |
| #                      | Cyklist                 | Placering              |
| 71                     | Matej Mohorič (SLO)     | 8.                     |
| 72                     | Nikias Arndt (GER)      | 52.                    |
| 73                     | Phil Bauhaus (GER)      | DNF-5                  |
| 74                     | Andrea Pasqualon (ITA)  | DNF-5                  |
| 75                     | Dušan Rajović (SRB)     | DNS-5                  |
| 76                     | Łukasz Wiśniowski (POL) | DNF-5                  |
| 77                     | Fred Wright (GBR)       | 12.                    |

| Ineos Grenadiers IGD | Ineos Grenadiers IGD            | Ineos Grenadiers IGD |
| -------------------- | ------------------------------- | -------------------- |
| #                    | Cyklist                         | Placering            |
| 81                   | Filippo Ganna (ITA) (tempolopp) | DNS-2                |
| 82                   | Elia Viviani (ITA)              | DNF-5                |
| 83                   | Tobias Foss (NOR)               | 58.                  |
| 84                   | Salvatore Puccio (ITA)          | DNF-5                |
| 85                   | Magnus Sheffield (USA)          | 57.                  |
| 86                   | Ben Turner (GBR)                | 7.                   |
| 87                   | Geraint Thomas (GBR)            | DNF-5                |

| Red Bull-Bora-Hansgrohe RBH | Red Bull-Bora-Hansgrohe RBH      | Red Bull-Bora-Hansgrohe RBH |
| --------------------------- | -------------------------------- | --------------------------- |
| #                           | Cyklist                          | Placering                   |
| 91                          | Sam Welsford (AUS)               | DNF-5                       |
| 92                          | Marco Haller (AUT)               | 31.                         |
| 93                          | Filip Maciejuk (POL) (tempolopp) | 46.                         |
| 94                          | Ryan Mullen (IRL)                | DNF-5                       |
| 95                          | Maximilian Schachmann (GER)      | 9.                          |
| 96                          | Matteo Sobrero (ITA)             | DNF-1                       |
| 97                          | Emil Herzog (GER)                | 73.                         |

| Arkéa-B&B Hotels ARK | Arkéa-B&B Hotels ARK   | Arkéa-B&B Hotels ARK |
| -------------------- | ---------------------- | -------------------- |
| #                    | Cyklist                | Placering            |
| 101                  | Arnaud Démare (FRA)    | 71.                  |
| 102                  | Florian Sénéchal (FRA) | DNS-2                |
| 103                  | Matis Louvel (FRA)     | DNF-5                |
| 104                  | Daniel McLay (GBR)     | DNF-5                |
| 105                  | Alan Riou (FRA)        | DNF-5                |
| 106                  | Miles Scotson (AUS)    | 39.                  |
| 107                  | David Dekker (NED)     | 87.                  |

| Cofidis COF | Cofidis COF          | Cofidis COF |
| ----------- | -------------------- | ----------- |
| #           | Cyklist              | Placering   |
| 111         | Axel Zingle (FRA)    | 19.         |
| 112         | Aimé De Gendt (BEL)  | 27.         |
| 113         | Milan Fretin (BEL)   | DNF-5       |
| 114         | Oliver Knight (GBR)  | DNF-4       |
| 115         | Stefano Oldani (ITA) | DNS-4       |
| 116         | Alexis Renard (FRA)  | DNF-5       |
| 117         | Ludovic Robeet (BEL) | 68.         |

| Decathlon-AG2R La Mondiale DAT | Decathlon-AG2R La Mondiale DAT | Decathlon-AG2R La Mondiale DAT |
| ------------------------------ | ------------------------------ | ------------------------------ |
| #                              | Cyklist                        | Placering                      |
| 121                            | Sam Bennett (IRL)              | DNF-4                          |
| 122                            | Oliver Naesen (BEL)            | 23.                            |
| 123                            | Benoît Cosnefroy (FRA)         | DNF-5                          |
| 124                            | Dries De Bondt (BEL)           | 88.                            |
| 125                            | Stan Dewulf (BEL)              | 5.                             |
| 126                            | Pierre Gautherat (FRA)         | DNF-5                          |
| 127                            | Aurélien Paret-Peintre (FRA)   | 18.                            |

| EF Education-EasyPost EFE | EF Education-EasyPost EFE   | EF Education-EasyPost EFE |
| ------------------------- | --------------------------- | ------------------------- |
| #                         | Cyklist                     | Placering                 |
| 131                       | Jonas Rutsch (GER)          | 22.                       |
| 132                       | Mikkel Frølich Honoré (DEN) | 24.                       |
| 133                       | Stefan Bissegger (SUI)      | 48.                       |
| 134                       | Stefan de Bod (RSA)         | 33.                       |
| 135                       | Jack Rootkin-Gray (GBR)     | DNF-5                     |
| 136                       | Yuhi Todome (JPN)           | DNF-5                     |
| 137                       | Michael Valgren (DEN)       | 32.                       |

| Groupama-FDJ GFC | Groupama-FDJ GFC       | Groupama-FDJ GFC |
| ---------------- | ---------------------- | ---------------- |
| #                | Cyklist                | Placering        |
| 141              | Clément Davy (FRA)     | DNF-5            |
| 142              | Valentin Madouas (FRA) | 14.              |
| 143              | Olivier Le Gac (FRA)   | 53.              |
| 144              | Fabian Lienhard (SUI)  | 56.              |
| 145              | Eddy Le Huitouze (FRA) | 20.              |
| 146              | Marc Sarreau (FRA)     | DNF-4            |
| 147              | Paul Penhoët (FRA)     | 26.              |

| Movistar Team MOV | Movistar Team MOV         | Movistar Team MOV |
| ----------------- | ------------------------- | ----------------- |
| #                 | Cyklist                   | Placering         |
| 151               | Iván García Cortina (ESP) | 64.               |
| 152               | Fernando Gaviria (COL)    | DNF-5             |
| 153               | Rémi Cavagna (FRA)        | 41.               |
| 154               | Johan Jacobs (SUI)        | DNS-2             |
| 155               | Manlio Moro (ITA)         | DNF-4             |
| 156               | Iván Romeo (ESP)          | 44.               |
| 157               | Davide Cimolai (ITA)      | DNF-5             |

| Team dsm-firmenich PostNL DFP | Team dsm-firmenich PostNL DFP | Team dsm-firmenich PostNL DFP |
| ----------------------------- | ----------------------------- | ----------------------------- |
| #                             | Cyklist                       | Placering                     |
| 161                           | Fabio Jakobsen (NED)          | DNF                           |
| 162                           | John Degenkolb (GER)          | DNS-2                         |
| 163                           | Nils Eekhoff (NED)            | DNF-1                         |
| 164                           | Alexander Edmondson (AUS)     | DNS-4                         |
| 165                           | Timo Roosen (NED)             | DNF-5                         |
| 166                           | Frank van den Broek (NED)     | 60.                           |
| 167                           | Bram Welten (NED)             | 91.                           |

| Team Jayco AlUla JAY | Team Jayco AlUla JAY               | Team Jayco AlUla JAY |
| -------------------- | ---------------------------------- | -------------------- |
| #                    | Cyklist                            | Placering            |
| 171                  | Dylan Groenewegen (NED) (landsväg) | DNS-2                |
| 172                  | Michael Hepburn (AUS)              | DNF-5                |
| 173                  | Kelland O'Brien (AUS)              | 72.                  |
| 174                  | Jan Maas (NED)                     | 36.                  |
| 175                  | Max Walscheid (GER)                | 66.                  |
| 176                  | Elmar Reinders (NED)               | DNF-5                |
| 177                  | Campbell Stewart (NZL)             | DNF-5                |

| Astana Qazaqstan Team AST | Astana Qazaqstan Team AST                      | Astana Qazaqstan Team AST |
| ------------------------- | ---------------------------------------------- | ------------------------- |
| #                         | Cyklist                                        | Placering                 |
| 181                       | Michael Mørkøv (DEN)                           | DNF-5                     |
| 182                       | Alberto Bettiol (ITA) (landsväg)               | 10.                       |
| 183                       | Yevgeniy Gidich (KAZ)                          | DNF-5                     |
| 184                       | Dmitriy Gruzdev (KAZ) (landsväg och tempolopp) | DNF-5                     |
| 185                       | Max Kanter (GER)                               | 89.                       |
| 186                       | Rüdiger Selig (GER)                            | DNF-5                     |
| 187                       | Gleb Siritsa                                   | 82.                       |

| Bingoal WB BWB | Bingoal WB BWB          | Bingoal WB BWB |
| -------------- | ----------------------- | -------------- |
| #              | Cyklist                 | Placering      |
| 191            | Louis Blouwe (BEL)      | DNF-5          |
| 192            | Luca De Meester (BEL)   | 78.            |
| 193            | Davide Persico (ITA)    | DNF-5          |
| 194            | Ceriel Desal (BEL)      | 43.            |
| 195            | Nathan Vandepitte (FRA) | DNF-5          |
| 196            | Luca Van Boven (BEL)    | 69.            |
| 197            | Loïc Vliegen (BEL)      | DNF-5          |

| Team Flanders-Baloise TFB | Team Flanders-Baloise TFB | Team Flanders-Baloise TFB |
| ------------------------- | ------------------------- | ------------------------- |
| #                         | Cyklist                   | Placering                 |
| 201                       | Alex Colman (BEL)         | 76.                       |
| 202                       | Lars Craps (BEL)          | 29.                       |
| 203                       | Jules Hesters (BEL)       | 77.                       |
| 204                       | Elias Maris (BEL)         | 28.                       |
| 205                       | Dylan Vandenstorme (BEL)  | 35.                       |
| 206                       | Aaron Van Poucke (BEL)    | DNF-5                     |
| 207                       | Ward Vanhoof (BEL)        | 62.                       |

| TDT-Unibet TDT | TDT-Unibet TDT           | TDT-Unibet TDT |
| -------------- | ------------------------ | -------------- |
| #              | Cyklist                  | Placering      |
| 211            | Davide Bomboi (BEL)      | DNF-5          |
| 212            | Hartthijs de Vries (NED) | 45.            |
| 213            | Andreas Stokbro (DEN)    | 81.            |
| 214            | Axel Huens (FRA)         | 34.            |
| 215            | Nicklas Pedersen (DEN)   | DNF-5          |
| 216            | Tomáš Kopecký (CZE)      | 30.            |
| 217            | Jordy Bouts (BEL)        | 59.            |

| Tudor Pro Cycling Team TUD | Tudor Pro Cycling Team TUD      | Tudor Pro Cycling Team TUD |
| -------------------------- | ------------------------------- | -------------------------- |
| #                          | Cyklist                         | Placering                  |
| 221                        | Matteo Trentin (ITA)            | 13.                        |
| 222                        | Tom Bohli (SUI)                 | 80.                        |
| 223                        | Jacob Eriksson (SWE) (landsväg) | 86.                        |
| 224                        | Petr Kelemen (CZE)              | DNF-4                      |
| 225                        | Miká Heming (GER)               | 84.                        |
| 226                        | Simon Pellaud (SUI)             | DNF-5                      |
| 227                        | Rick Pluimers (NED)             | 15.                        |

Förklaringar
DNF = Fullföljde inte, OTL = Utanför tidsgränsen, DNS = Startade inte, DSQ = Diskvalificerad